# Friedrich Wilhelm Bollinger

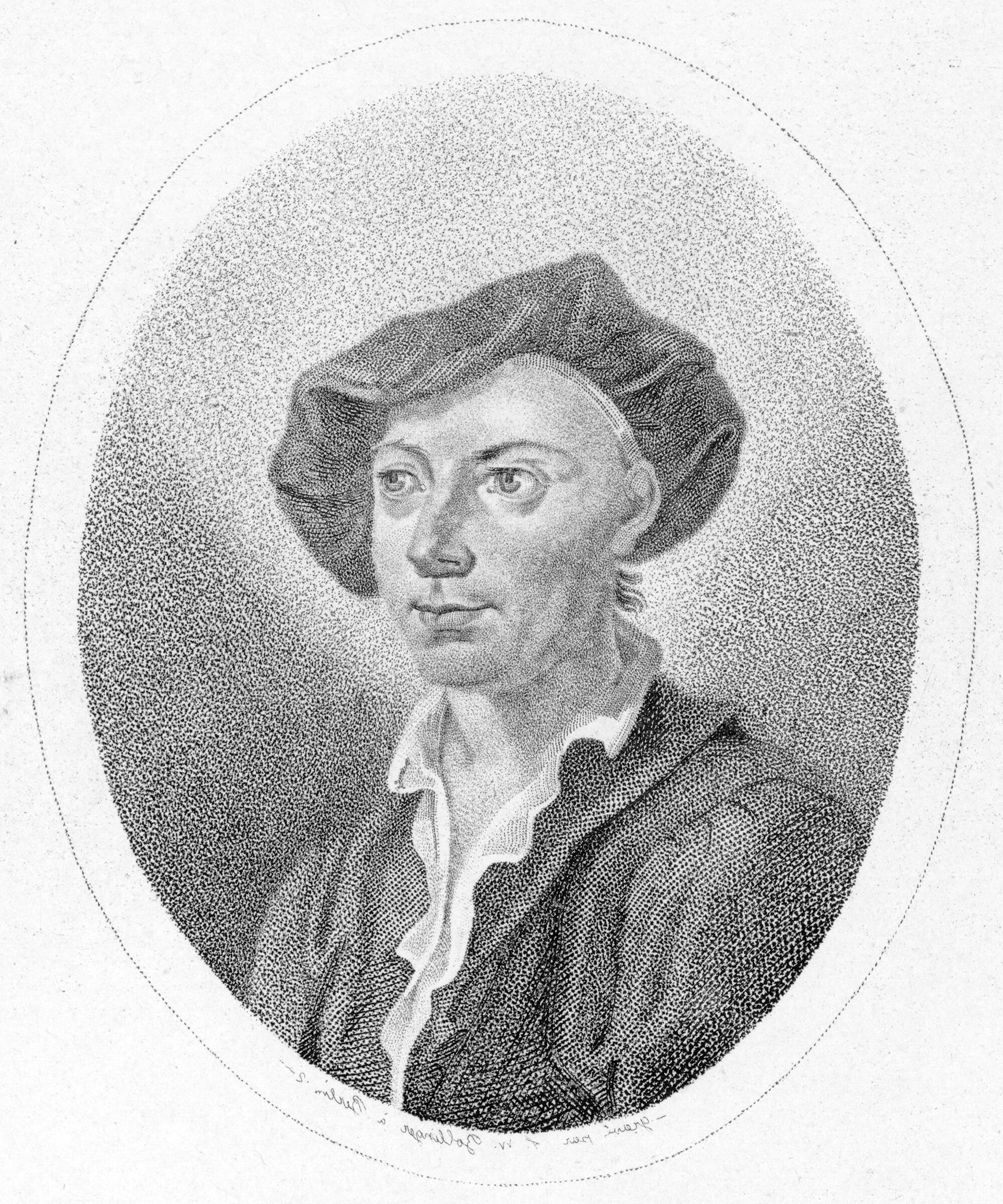
Friedrich Wilhelm Marpurg, Kupferstich von F. W. Bollinger

Friedrich Wilhelm Bollinger (* 6. Februar 1777 in Berlin; † 20. Januar 1825 ebenda) war ein deutscher Kupferstecher und Professor in Berlin.

## Leben
Bollinger studierte an der Königlich Preußischen Akademie der Künste zu Berlin und wurde dort später Professor. Er stach an die 150 Porträts berühmter Persönlichkeiten, wozu er oft Vorlagen anderer Künstler benutzte. Zu seinen bekanntesten Werken zählen Kupferstichporträts von Martin Luther, Johannes Bugenhagen, Hegel, des Königs von Sachsen und von Ernst Florens Friedrich Chladni. Letzteres erschien als Titelblatt dessen Werkes Akustik, 1802.